# Elna Reinach
Pour les articles homonymes, voir Reinach.
Elna Reinach (née le 2 décembre 1968) est une joueuse de tennis sud-africaine, professionnelle du milieu des années 1980 à 1995.

## Palmarès

### Titre en simple dames
| No | Date       | Nom et lieu du tournoi                | Catégorie | Dotation  | Surface    | Finaliste        | Score    |          |
| -- | ---------- | ------------------------------------- | --------- | --------- | ---------- | ---------------- | -------- | -------- |
| 1  | 01-02-1993 | Nutri-Metics Bendon Classic, Auckland | Tier IV   | 100 000 $ | Dur (ext.) | Caroline Kuhlman | 6-0, 6-0 | Parcours |

### Finale en simple dames
| No | Date       | Nom et lieu du tournoi                     | Catégorie | Dotation  | Surface    | Vainqueure  | Score    |          |
| -- | ---------- | ------------------------------------------ | --------- | --------- | ---------- | ----------- | -------- | -------- |
| 1  | 14-08-1989 | Virginia Slims of Albuquerque, Albuquerque | Tier V    | 100 000 $ | Dur (ext.) | Lori McNeil | 6-1, 6-3 | Parcours |

### Titres en double dames
| No | Date       | Nom et lieu du tournoi                    | Catégorie | Dotation  | Surface         | Partenaire         | Finalistes                       | Score         |          |
| -- | ---------- | ----------------------------------------- | --------- | --------- | --------------- | ------------------ | -------------------------------- | ------------- | -------- |
| 1  | 14-08-1989 | Virginia Slims of Albuquerque Albuquerque | Tier V    | 100 000 $ | Dur (ext.)      | Nicole Provis      | Raffaella Reggi Arantxa Sánchez  | 4-6, 6-4, 6-2 | Parcours |
| 2  | 14-05-1990 | Lufthansa Cup German Open Berlin          | Tier I    | 500 000 $ | Terre (ext.)    | Nicole Provis      | Hana Mandlíková Jana Novotná     | 6-2, 6-1      | Parcours |
| 3  | 21-05-1990 | Internationaux de Strasbourg Strasbourg   | Tier IV   | 150 000 $ | Terre (ext.)    | Nicole Provis      | Kathy Jordan Elizabeth Smylie    | 6-1, 6-4      | Parcours |
| 4  | 04-11-1991 | Virginia Slims of Nashville Nashville     | Tier IV   | 150 000 $ | Dur (int.)      | Sandy Collins      | Yayuk Basuki Caroline Vis        | 5-7, 6-4, 7-6 | Parcours |
| 5  | 18-05-1992 | European Open Lucerne                     | Tier IV   | 150 000 $ | Terre (ext.)    | Amy Frazier        | Karina Habšudová Marianne Werdel | 7-5, 6-2      | Parcours |
| 6  | 26-10-1992 | Puerto Rico Open San Juan                 | Tier IV   | 150 000 $ | Dur (ext.)      | Amanda Coetzer     | Gigi Fernández Kathy Rinaldi     | 6-2, 4-6, 6-2 | Parcours |
| 7  | 09-11-1992 | Indianapolis Tennis Classic Indianapolis  | Tier IV   | 150 000 $ | Dur (int.)      | Katrina Adams      | Sandy Collins Mary Lou Piatek    | 5-7, 6-2, 6-4 | Parcours |
| 8  | 01-02-1993 | Nutri-Metics Bendon Classic Auckland      | Tier IV   | 100 000 $ | Dur (ext.)      | Isabelle Demongeot | Jill Hetherington Kathy Rinaldi  | 6-2, 6-4      | Parcours |
| 9  | 31-10-1994 | Challenge Bell Québec                     | Tier III  | 150 000 $ | Moquette (int.) | Nathalie Tauziat   | Linda Wild Chanda Rubin          | 6-4, 6-3      | Parcours |
| 10 | 30-01-1995 | Amway Classic Auckland                    | Tier IV   | 107 500 $ | Dur (ext.)      | Jill Hetherington  | Laura Golarsa Caroline Vis       | 7-6, 6-2      | Parcours |

### Finales en double dames
| No | Date       | Nom et lieu du tournoi           | Catégorie | Dotation  | Surface      | Vainqueures                         | Partenaire      | Score         |          |
| -- | ---------- | -------------------------------- | --------- | --------- | ------------ | ----------------------------------- | --------------- | ------------- | -------- |
| 1  | 21-07-1986 | North Face Open Berkeley         |           | 50 000 $  | Dur (ext.)   | Beth Herr Alycia Moulton            | Amy Holton      | 6-1, 6-2      | Parcours |
| 2  | 10-10-1988 | Porsche Grand Prix Filderstadt   | Tier III  | 250 000 $ | Dur (int.)   | Iwona Kuczyńska Martina Navrátilová | Raffaella Reggi | 6-1, 6-4      | Parcours |
| 3  | 09-10-1989 | Porsche Grand Prix Filderstadt   | Tier III  | 250 000 $ | Dur (int.)   | Gigi Fernández Robin White          | Raffaella Reggi | 6-4, 7-6      | Parcours |
| 4  | 16-10-1989 | Open de La Côte Basque Bayonne   | Tier V    | 100 000 $ | Dur (int.)   | Manon Bollegraf Catherine Tanvier   | Raffaella Reggi | 7-6, 7-5      | Parcours |
| 5  | 06-05-1991 | Peugeot Italian Open Rome        | Tier I    | 500 000 $ | Terre (ext.) | Jennifer Capriati Monica Seles      | Nicole Provis   | 7-5, 6-2      | Parcours |
| 6  | 13-05-1991 | Lufthansa Cup German Open Berlin | Tier I    | 500 000 $ | Terre (ext.) | Larisa Neiland Natasha Zvereva      | Nicole Provis   | 6-3, 6-3      | Parcours |
| 7  | 10-06-1991 | Dow Classic Birmingham           | Tier IV   | 150 000 $ | Gazon (ext.) | Nicole Provis Elizabeth Smylie      | Sandy Collins   | 6-3, 6-4      | Parcours |
| 8  | 28-10-1991 | Arizona Classic Scottsdale       | Tier IV   | 150 000 $ | Dur (ext.)   | Peanut Louie Cammy MacGregor        | Sandy Collins   | 7-5, 3-6, 6-3 | Parcours |
| 9  | 08-06-1992 | Dow Classic Birmingham           | Tier IV   | 150 000 $ | Gazon (ext.) | Lori McNeil Rennae Stubbs           | Sandy Collins   | 5-7, 6-3, 8-6 | Parcours |

### Titre en double mixte
| No | Date       | Nom et lieu du tournoi   | Catégorie | Dotation    | Surface    | Partenaire        | Finalistes                   | Score    |          |
| -- | ---------- | ------------------------ | --------- | ----------- | ---------- | ----------------- | ---------------------------- | -------- | -------- |
| 1  | 29-08-1994 | US Open Flushing Meadows | G. Chelem | 3 900 000 $ | Dur (ext.) | Patrick Galbraith | Jana Novotná Todd Woodbridge | 6-2, 6-4 | Parcours |

### Finale en double mixte
| No | Date       | Nom et lieu du tournoi | Catégorie | Dotation    | Surface      | Vainqueures                        | Partenaire   | Score         |          |
| -- | ---------- | ---------------------- | --------- | ----------- | ------------ | ---------------------------------- | ------------ | ------------- | -------- |
| 1  | 24-05-1993 | Roland-Garros Paris    | G. Chelem | 3 456 143 $ | Terre (ext.) | Eugenia Maniokova Andreï Olhovskiy | Danie Visser | 6-2, 4-6, 6-4 | Parcours |

## Parcours en Grand Chelem

### En simple dames
| Année | Open d'Australie (janvier) | Open d'Australie (janvier) | Internationaux de France | Internationaux de France | Wimbledon       | Wimbledon           | US Open         | US Open             | Open d'Australie (décembre) | Open d'Australie (décembre) |
| ----- | -------------------------- | -------------------------- | ------------------------ | ------------------------ | --------------- | ------------------- | --------------- | ------------------- | --------------------------- | --------------------------- |
| 1985  | n/a                        | n/a                        | -                        | -                        | 1er tour (1/64) | Zina Garrison       | -               | -                   | -                           | -                           |
| 1986  | n/a                        | n/a                        | 1er tour (1/64)          | Lisa Bonder              | 1er tour (1/64) | Wendy White         | 3e tour (1/16)  | Hana Mandlíková     | n/a                         | n/a                         |
| 1987  | 3e tour (1/16)             | Pam Shriver                | 1er tour (1/64)          | Kate Gompert             | 1er tour (1/64) | Elise Burgin        | 2e tour (1/32)  | Helen Kelesi        | n/a                         | n/a                         |
| 1988  | -                          | -                          | 3e tour (1/16)           | Catherine Tanvier        | 3e tour (1/16)  | Natasha Zvereva     | 4e tour (1/8)   | Martina Navrátilová | n/a                         | n/a                         |
| 1989  | -                          | -                          | 2e tour (1/32)           | Silvia La Fratta         | 1er tour (1/64) | Gisele Miro         | 2e tour (1/32)  | Sabrina Goleš       | n/a                         | n/a                         |
| 1990  | -                          | -                          | 1er tour (1/64)          | P. Etchemendy            | 3e tour (1/16)  | Ann Henricksson     | 3e tour (1/16)  | Steffi Graf         | n/a                         | n/a                         |
| 1991  | 1er tour (1/64)            | Nicole Provis              | 4e tour (1/8)            | Mary Joe Fernández       | 1er tour (1/64) | Martina Navrátilová | 1er tour (1/64) | Bettina Fulco       | n/a                         | n/a                         |
| 1992  | -                          | -                          | 1er tour (1/64)          | Akiko Kijimuta           | 1er tour (1/64) | Patricia Hy         | 1er tour (1/64) | Manuela Maleeva     | n/a                         | n/a                         |
| 1993  | 2e tour (1/32)             | Miriam Oremans             | 2e tour (1/32)           | Florencia Labat          | 1er tour (1/64) | Patty Fendick       | 2e tour (1/32)  | Magdalena Maleeva   | n/a                         | n/a                         |
| 1994  | 1er tour (1/64)            | Tracy Austin               | 1er tour (1/64)          | Ginger Helgeson          | 2e tour (1/32)  | Nathalie Tauziat    | 2e tour (1/32)  | Iva Majoli          | n/a                         | n/a                         |
| 1995  | 2e tour (1/32)             | Mary Pierce                | 1er tour (1/64)          | Kyoko Nagatsuka          | 2e tour (1/32)  | Zina Garrison       | 1er tour (1/64) | Sabine Hack         | n/a                         | n/a                         |

À droite du résultat, l’ultime adversaire.

### En double dames
| Année | Open d'Australie              | Open d'Australie           | Internationaux de France    | Internationaux de France   | Wimbledon                    | Wimbledon                  | US Open                       | US Open                    |
| ----- | ----------------------------- | -------------------------- | --------------------------- | -------------------------- | ---------------------------- | -------------------------- | ----------------------------- | -------------------------- |
| 1986  | n/a                           | n/a                        | 2e tour (1/16) M. Reinach   | M. Mesker P. Paradis       | 3e tour (1/8) M. Reinach     | Navrátilová Pam Shriver    | 1er tour (1/32) M. Reinach    | L. Drescher C. Tanvier     |
| 1987  | 2e tour (1/8) Louise Allen    | Kohde-Kilsch Helena Suková | 2e tour (1/16) M. Reinach   | Terry Phelps R. Reggi      | 2e tour (1/16) M. Reinach    | Anne Hobbs C. Reynolds     | 2e tour (1/16) M. Reinach     | Kathy Jordan E. Smylie     |
| 1988  | -                             | -                          | 1/2 finale Nicole Provis    | Kohde-Kilsch Helena Suková | -                            | -                          | 1er tour (1/32) Nicole Provis | G. Fernández Robin White   |
| 1989  | -                             | -                          | 3e tour (1/8) Nicole Provis | Steffi Graf G. Sabatini    | 1/2 finale Nicole Provis     | L. Savchenko N. Zvereva    | 1/2 finale Nicole Provis      | MJ Fernández Pam Shriver   |
| 1990  | -                             | -                          | 1/2 finale Nicole Provis    | Jana Novotná Helena Suková | 3e tour (1/8) Nicole Provis  | Hetherington Robin White   | 1/4 de finale Nicole Provis   | G. Fernández Navrátilová   |
| 1991  | 1er tour (1/32) Nicole Provis | Sabine Hack Akemi Nishiya  | 2e tour (1/16) R. Fairbank  | Sandy Collins Mary Pierce  | 3e tour (1/8) Kohde-Kilsch   | MJ Fernández Zina Garrison | 3e tour (1/8) Anne Smith      | R. Fairbank Kohde-Kilsch   |
| 1992  | -                             | -                          | 3e tour (1/8) Sandy Collins | Mary Pierce P. Tarabini    | 3e tour (1/8) Sandy Collins  | MJ Fernández Zina Garrison | 3e tour (1/8) Leila Meskhi    | Patty Fendick A. Strnadová |
| 1993  | 1er tour (1/32) Nicole Provis | Gorrochategui Linda Wild   | 3e tour (1/8) I. Demongeot  | L. Neiland Jana Novotná    | 1er tour (1/32) I. Demongeot | I. Driehuis Lupita Novelo  | 1/4 de finale J. Richardson   | A. Sánchez Helena Suková   |
| 1994  | 3e tour (1/8) J. Strnadová    | Jana Novotná A. Sánchez    | 1/4 de finale N. Bradtke    | L. Davenport Lisa Raymond  | 1er tour (1/32) A. Strnadová | G. Fernández N. Zvereva    | 1/4 de finale N. Bradtke      | K. Maleeva Robin White     |
| 1995  | 3e tour (1/8) Irina Spîrlea   | G. Fernández N. Zvereva    | 1/4 de finale Irina Spîrlea | Nicole Arendt L. Davenport | 3e tour (1/8) Irina Spîrlea  | M. McGrath L. Neiland      | 3e tour (1/8) Irina Spîrlea   | C. Martínez P. Tarabini    |

Sous le résultat, la partenaire ; à droite, l’ultime équipe adverse.

### En double mixte
| Année | Open d'Australie (janvier),  | Open d'Australie (janvier), | Internationaux de France     | Internationaux de France  | Wimbledon                    | Wimbledon                  | US Open                      | US Open                    | Open d'Australie (décembre), | Open d'Australie (décembre), |
| ----- | ---------------------------- | --------------------------- | ---------------------------- | ------------------------- | ---------------------------- | -------------------------- | ---------------------------- | -------------------------- | ---------------------------- | ---------------------------- |
| 1985  | n/a                          | n/a                         | 1er tour (1/32) van Rensburg | C. Lindqvist M. Tideman   | -                            | -                          | -                            | -                          | n/a                          | n/a                          |
| 1986  | n/a                          | n/a                         | -                            | -                         | 1/2 finale M. Robertson      | Kathy Jordan Ken Flach     | 2e tour (1/8) M. Robertson   | E. Smylie J. Fitzgerald    | n/a                          | n/a                          |
| 1987  | 1er tour (1/16) M. Robertson | C. Jolissaint D. Utzinger   | 3e tour (1/8) Brian Levine   | P. Tarabini Gustavo Luza  | 3e tour (1/8) Eddie Edwards  | Jo Durie Jeremy Bates      | -                            | -                          | n/a                          | n/a                          |
| 1988  | -                            | -                           | -                            | -                         | 3e tour (1/8) Eddie Edwards  | Zina Garrison S. Stewart   | 1/4 de finale Eddie Edwards  | Jana Novotná Jim Pugh      | n/a                          | n/a                          |
| 1989  | -                            | -                           | -                            | -                         | 1er tour (1/32) P. Aldrich   | B. Schultz M. Schapers     | 1/2 finale P. Aldrich        | Robin White Shelby Cannon  | n/a                          | n/a                          |
| 1990  | -                            | -                           | 3e tour (1/8) P. Aldrich     | B. Schultz M. Schapers    | 1/4 de finale P. Aldrich     | Gretchen Rush Todd Nelson  | 1/4 de finale P. Aldrich     | R. McQuillan K. Evernden   | n/a                          | n/a                          |
| 1991  | 1er tour (1/16) Neil Broad   | C. MacGregor R. Van't Hof   | 2e tour (1/16) Byron Talbot  | Kathy Jordan M. Woodforde | 1/2 finale van Rensburg      | E. Smylie J. Fitzgerald    | 1/2 finale van Rensburg      | M. Bollegraf Tom Nijssen   | n/a                          | n/a                          |
| 1992  | -                            | -                           | 2e tour (1/16) Danie Visser  | C. Porwik Daniel Vacek    | 2e tour (1/16) Danie Visser  | G. Fernández Kelly Jones   | 1/2 finale P. Galbraith      | Nicole Provis M. Woodforde | n/a                          | n/a                          |
| 1993  | 1er tour (1/16) P. Galbraith | E. Smylie J. Fitzgerald     | Finale Danie Visser          | E. Maniokova A. Olhovskiy | 2e tour (1/16) van Rensburg  | N. Zvereva M. Kratzmann    | 2e tour (1/8) Danie Visser   | Robin White Grant Connell  | n/a                          | n/a                          |
| 1994  | 1er tour (1/16) Danie Visser | Helena Suková T. Woodbridge | 1er tour (1/32) Danie Visser | C. Barclay Dave Randall   | 2e tour (1/16) Danie Visser  | Hetherington van Rensburg  | Victoire P. Galbraith        | Jana Novotná T. Woodbridge | n/a                          | n/a                          |
| 1995  | 1er tour (1/16) P. Galbraith | Hetherington J. de Jager    | 3e tour (1/8) P. Galbraith   | B. Schultz Luke Jensen    | 1er tour (1/32) P. Galbraith | Irina Spîrlea Danie Visser | 1er tour (1/16) P. Galbraith | Mary Pierce Luke Jensen    | n/a                          | n/a                          |

Sous le résultat, le partenaire ; à droite, l’ultime équipe adverse.

## Parcours aux Masters

### En double dames
| # | Date       | Nom de l'édition                      | ($)       | Surface         | Résultat      | Partenaire    | Ultimes adversaires           | Score    |          |
| - | ---------- | ------------------------------------- | --------- | --------------- | ------------- | ------------- | ----------------------------- | -------- | -------- |
| 1 | 12/11/1990 | Virginia Slims Championships New York | 3 000 000 | Moquette (int.) | 1/4 de finale | Nicole Provis | Kathy Jordan Elizabeth Smylie | 6-1, 7-6 | Parcours |

## Parcours aux Jeux olympiques

### En simple dames
| # | Date       | Nom de l'olympiade      | Surface      | Résultat        | Ultime adversaire | Score    |          |
| - | ---------- | ----------------------- | ------------ | --------------- | ----------------- | -------- | -------- |
| 1 | 28/07/1992 | Olympic Games Barcelone | Terre (ext.) | 1er tour (1/32) | Jennifer Capriati | 6-1, 6-0 | Parcours |

### En double dames
| # | Date       | Nom de l'olympiade      | Surface      | Résultat      | Partenaire        | Ultimes adversaires               | Score    |          |
| - | ---------- | ----------------------- | ------------ | ------------- | ----------------- | --------------------------------- | -------- | -------- |
| 1 | 28/07/1992 | Olympic Games Barcelone | Terre (ext.) | 1/4 de finale | Mariaan de Swardt | Gigi Fernández Mary Joe Fernández | 6-2, 6-4 | Parcours |

## Parcours en Coupe de la Fédération
| #                                                                              | Date       | Lieu         | Surface      | Gagnante(s)                    | Perdante(s)                         | Score    |          |
|                                                                                |            |              |              |                                |                                     |          |          |
| 1992 - 1er tour (groupe mondial) - Canada - Afrique du Sud - 2 : 1             |            |              |              |                                |                                     |          |          |
| 1                                                                              | 14/07/1992 | Francfort    | Terre (ext.) | Mariaan de Swardt Elna Reinach | Jill Hetherington Helen Kelesi      | 6-4, 6-3 | Parcours |
|                                                                                |            |              |              |                                |                                     |          |          |
| 1992 - Barrage (groupe mondial I) - Afrique du Sud - Belgique - 2 : 1          |            |              |              |                                |                                     |          |          |
| 2                                                                              | 16/07/1992 | Francfort    | Terre (ext.) | Elna Reinach                   | Dominique Monami                    | 6-3, 6-1 | Parcours |
| 2                                                                              | 16/07/1992 | Francfort    | Terre (ext.) | Mariaan de Swardt Elna Reinach | Sabine Appelmans Sandra Wasserman   | 6-0, 6-4 | Parcours |
|                                                                                |            |              |              |                                |                                     |          |          |
| 1992 - Barrage (groupe mondial I) - Mexique - Afrique du Sud - 0 : 3           |            |              |              |                                |                                     |          |          |
| 3                                                                              | 17/07/1992 | Francfort    | Terre (ext.) | Mariaan de Swardt Elna Reinach | Angélica Gavaldón Isabela Petrov    | 6-0, 6-0 | Parcours |
|                                                                                |            |              |              |                                |                                     |          |          |
| 1993 - 1er tour (groupe mondial) - Afrique du Sud - République tchèque - 1 : 2 |            |              |              |                                |                                     |          |          |
| 4                                                                              | 19/07/1993 | Francfort    | Terre (ext.) | Amanda Coetzer Elna Reinach    | Andrea Strnadová Radka Zrubáková    | 7-5, 6-4 | Parcours |
|                                                                                |            |              |              |                                |                                     |          |          |
| 1993 - Barrage (groupe mondial I) - Afrique du Sud - Israël - 2 : 1            |            |              |              |                                |                                     |          |          |
| 5                                                                              | 21/07/1993 | Francfort    | Terre (ext.) | Amanda Coetzer Elna Reinach    | Yael Segal Limor Zaltz              | 6-3, 6-0 | Parcours |
|                                                                                |            |              |              |                                |                                     |          |          |
| 1994 - 1er tour (groupe mondial) - Afrique du Sud - Paraguay - 3 : 0           |            |              |              |                                |                                     |          |          |
| 6                                                                              | 18/07/1994 | Francfort    | Terre (ext.) | Elna Reinach                   | Magali Benitez                      | 6-3, 6-2 | Parcours |
|                                                                                |            |              |              |                                |                                     |          |          |
| 1994 - 2e tour (groupe mondial) - Afrique du Sud - Pays-Bas - 2 : 1            |            |              |              |                                |                                     |          |          |
| 7                                                                              | 20/07/1994 | Francfort    | Terre (ext.) | Miriam Oremans                 | Elna Reinach                        | 6-4, 7-5 | Parcours |
| 7                                                                              | 20/07/1994 | Francfort    | Terre (ext.) | Mariaan de Swardt Elna Reinach | Kristie Boogert Miriam Oremans      | 6-2, 7-5 | Parcours |
|                                                                                |            |              |              |                                |                                     |          |          |
| 1994 - 1/4 de finale (groupe mondial) - Allemagne - Afrique du Sud - 3 : 0     |            |              |              |                                |                                     |          |          |
| 8                                                                              | 22/07/1994 | Francfort    | Terre (ext.) | Sabine Hack                    | Elna Reinach                        | 6-3, 6-4 | Parcours |
|                                                                                |            |              |              |                                |                                     |          |          |
| 1995 - 1/4 de finale (groupe mondial) - France - Afrique du Sud - 3 : 2        |            |              |              |                                |                                     |          |          |
| 9                                                                              | 21/04/1995 | Metz         | Terre (ext.) | Julie Halard Nathalie Tauziat  | Mariaan de Swardt Elna Reinach      | 7-5, 6-2 | Parcours |
|                                                                                |            |              |              |                                |                                     |          |          |
| 1995 - Barrage (groupe mondial I) - Afrique du Sud - Bulgarie - 5 : 0          |            |              |              |                                |                                     |          |          |
| 10                                                                             | 22/07/1995 | Bloemfontein | Dur (ext.)   | Amanda Coetzer Elna Reinach    | Lioubomira Batcheva Dora Djilianova | 6-1, 6-4 | Parcours |

## Classements WTA en fin de saison

### En simple
| Année | 1984 | 1985 | 1986 | 1987 | 1988 | 1989 | 1990 | 1991 | 1992 | 1993 | 1994 | 1995 |
| Rang  | 273  | 205  | 56   | 95   | 28   | 56   | 90   | 80   | 109  | 57   | 74   | 108  |

Source : (en) « Classements de Elna Reinach », sur le site officiel du WTA Tour

### En double
| Année | 1986 | 1987 | 1988 | 1989 | 1990 | 1991 | 1992 | 1993 | 1994 | 1995 |
| Rang  | 86   | 87   | 42   | 20   | 19   | 17   | 21   | 28   | 50   | 35   |

Source : (en) « Classements de Elna Reinach », sur le site officiel du WTA Tour